# Helmut Zahn
Helmut Zahn (Erlangen, 13 de junho de 1916 — Aachen, 14 de novembro de 2004) foi um químico alemão.
A ele é creditado como o primeiro a ter sintetizado a insulina, em 1963. Seus resultados foram obtidos quase simultaneamente com os de Panayotis Katsoyannis, da Universidade de Pittsburgh. Seu trabalho não foi laureado com o Prêmio Nobel porque em 1958 Frederick Sanger foi o primeiro a descobrir a estrutura química da insulina.